# Квемо-Накалакари
Квемо-Накалакари (груз. ქვემო ნაქალაქარი) — село в Грузии, на территории Тианетского муниципалитета края (мхаре) Мцхета-Мтианети.

## География
Село находится в центральной части Грузии, на правом берегу реки Адзези (правый приток реки Иори), на расстоянии приблизительно 16 километров (по прямой) к юго-юго-востоку от посёлка городского типа Тианети, административного центра муниципалитета. Абсолютная высота — 1033 метра над уровнем моря.

## Население
По результатам официальной переписи населения 2014 года в Квемо-Накалакари проживало 118 человек (60 мужчин и 58 женщин). В национальной структуре населения грузины составляли 100 %.
| Год  | Население, человек |
| ---- | ------------------ |
| 2002 | 133                |
| 2014 | ↘ 118              |